# Zubovići
Zubovići (italsky Barbato Superiore) je vesnice a přímořské letovisko v Chorvatsku v Licko-senjské župě, spadající pod opčinu města Novalja. Nachází se na ostrově Pag, asi 8 km jihovýchodně od Novalje. V roce 2011 zde trvale žilo celkem 195 obyvatel.